# Dorothea Langeová

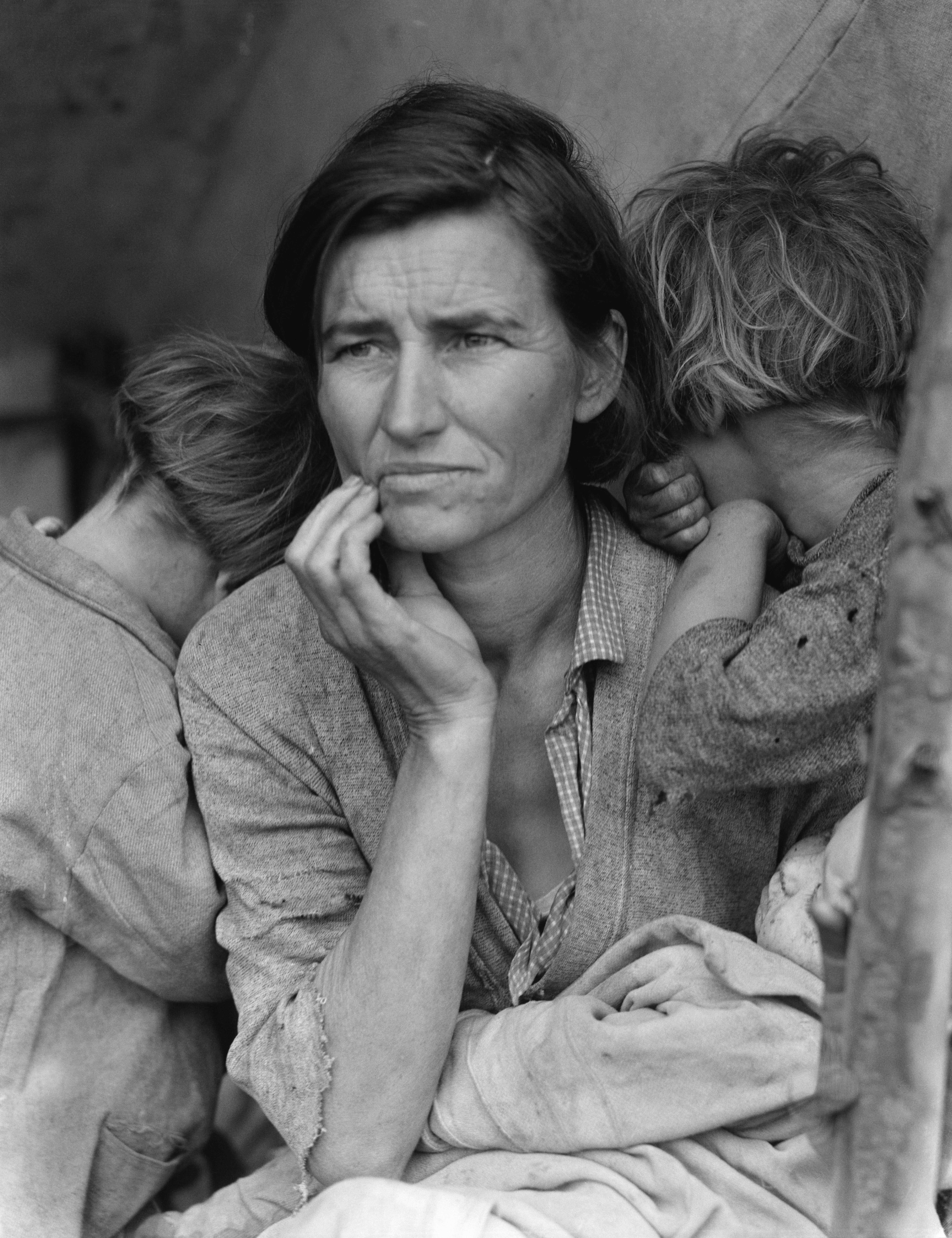
Dorothea Langeová: Kočující matka (1936)

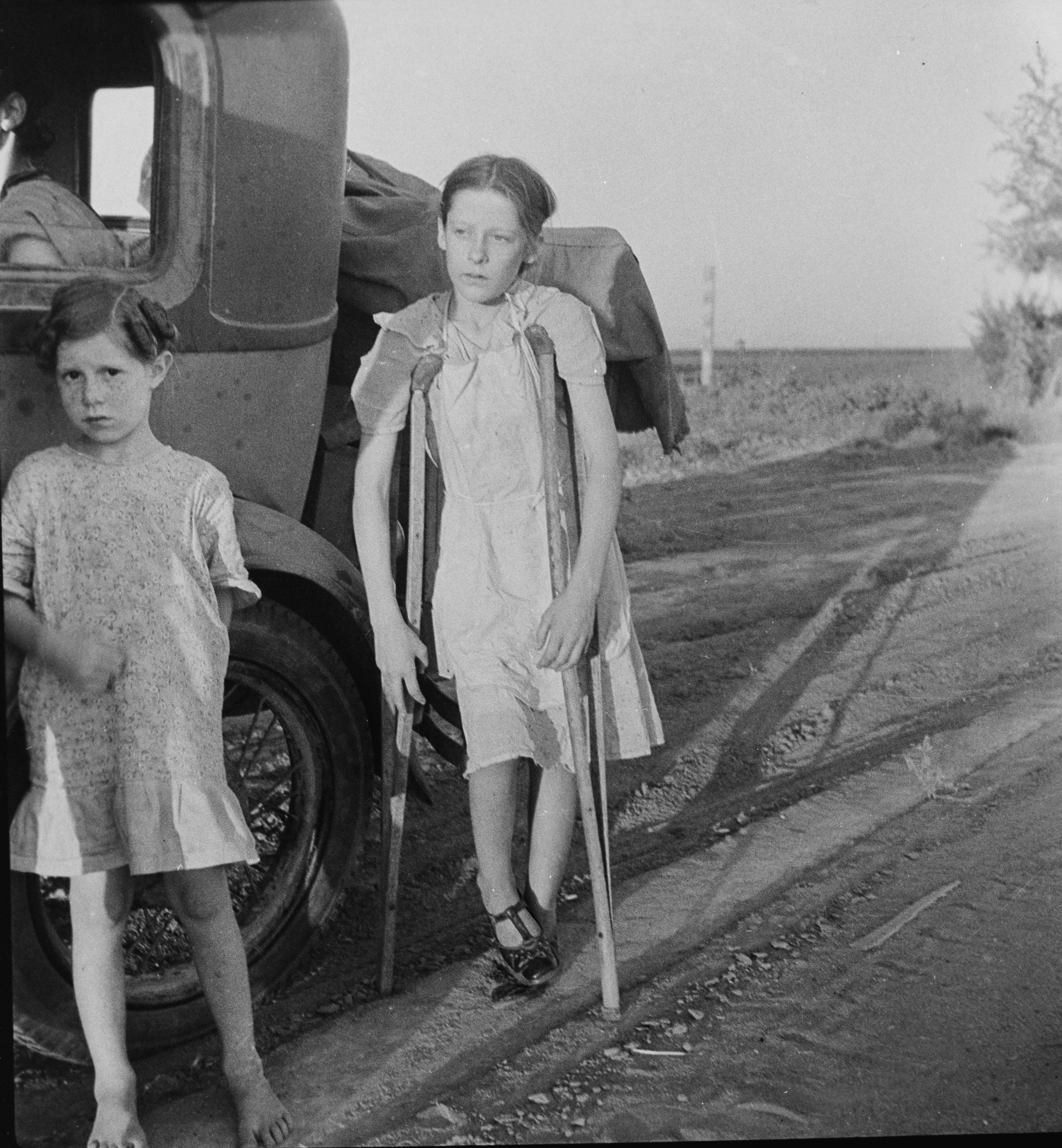
Děti, Oklahoma, 1935

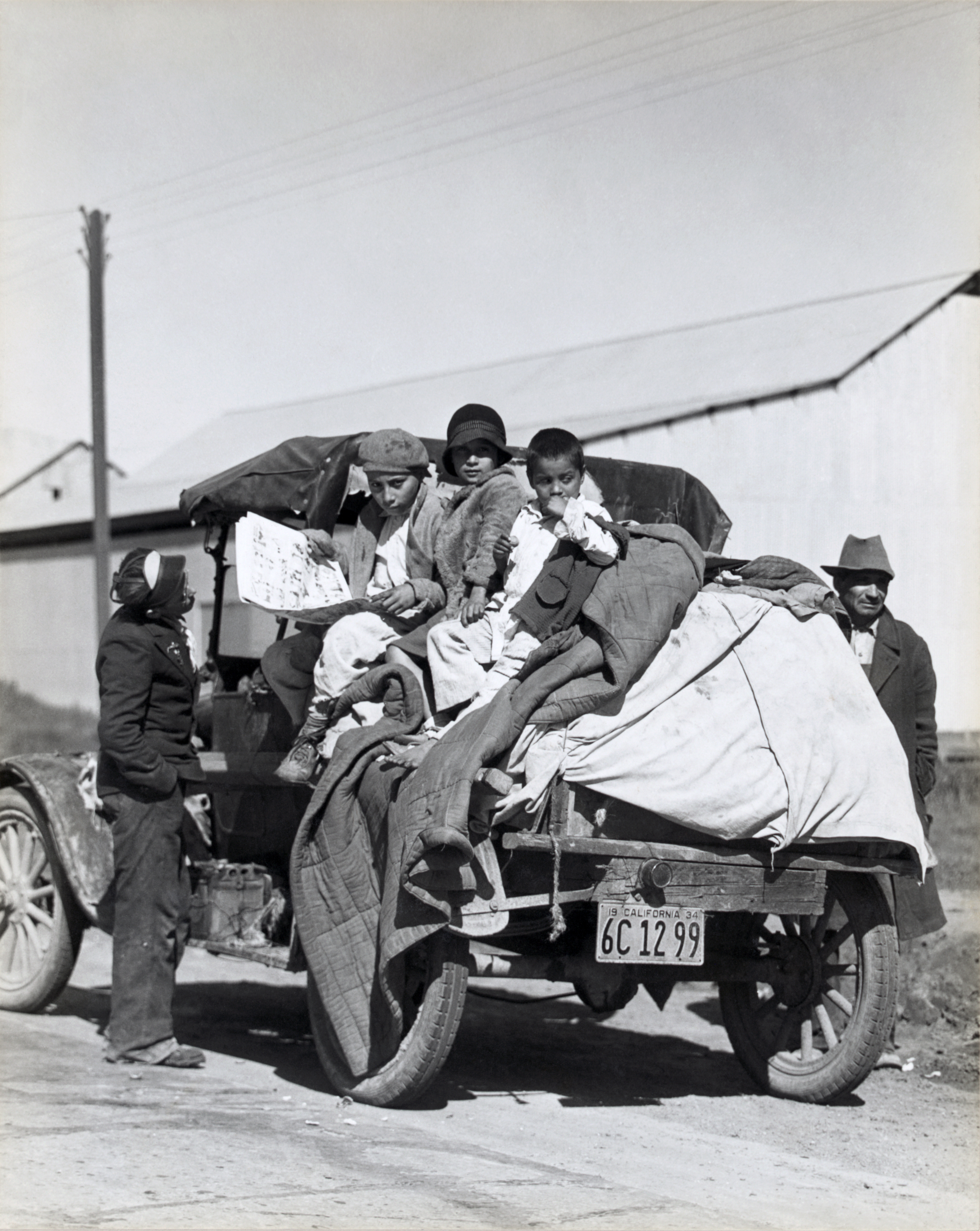
Děti uprchlíků, Kalifornie, březen 1935

Dorothea Langeová (nepřechýleně Dorothea Lange, křtěná jako Dorothea Margaretta Nutzhorn) (26. května 1895 Hoboken, New Jersey – 11. října 1965 Berkeley, Kalifornie) byla americká dokumentární a novinářská fotografka. Proslula svými snímky z období Velké hospodářské krize v USA, kdy pracovala v organizaci Farm Security Administration (FSA – Hospodářská bezpečnostní správa). Fotografie Langeové zlidšťovaly následky Velké krize a významně ovlivnily vývoj dokumentární fotografie.

## Mládí
Dorotheini rodiče Johanna Langeová a Heinrich Nutzhorn, byli druhou generací německých Američanů. Měla mladšího bratra Martina. Dorothea Langeová, křestním jménem Dorothea Margaretta Nutzhorn, své druhé jméno a příjmení postupně vypustila a převzala rodné jméno své matky Lange. To se stalo v jejích dvanácti letech, když jejich rodinu opustil její otec. V roce 1902, když bylo Langeové sedm let, objevila se u ní dětská obrna. Jako mnoho jiných obrnou postižených obětí, předtím než byla dostupná léčba, se u Langeové objevila osláblá a scvrklá pravá noha a pokleslé chodidlo. Ačkoliv se se svou invaliditou sama vyrovnala, po zbytek života kulhala.

## Kariéra
V osmnácti letech se rozhodla, že bude fotografkou, a to i navzdory skutečnosti, že nevlastnila žádný fotoaparát. Langeová se ve fotografii zdokonalila jako studentka ve Škole moderní fotografie Clarence H. Whitea v New Yorku na Kolumbijské Univerzitě. Mezi studenty této školy patřili další významní fotografové jako například Margaret Bourke-Whiteová, Anne Brigmanová, Doris Ulmannová, Paul Outerbridge, Stella F. Simonová nebo Karl Struss. Poté neoficiálně pracovala v několika newyorských fotografických studiích, včetně známého portrétního studia Arnolda Gentheho. V roce 1918 se přestěhovala do San Franciska, kde otevřela úspěšné portrétní studio. Po zbytek svého života žila ve městě Berkeley.
V roce 1918 opustila s přítelkyní New York a cestovala po světě, ale v San Franciscu musela svou cestu kvůli loupeži ukončit, usadila se tam a pracovala jako retušérka fotografií ve fotografickém obchodě, kde se seznámila s dalšími fotografy a také se potkala s jedním investorem, který jí pomohl se založením úspěšného portrétního ateliéru. Tento podnik podporoval Langeovou a její rodinu v průběhu dalších patnácti let.
V roce 1920 se vdala se za významného krajináře a portrétistu Maynarda Dixona, se kterým měla dva syny, Johna, narozeného v roce 1925 a Daniela, narozeného v roce 1928. Její manželství s Manynardem Dixonem trvalo 15 let. Dixon využil hlubokého vlivu na Langeovou a pomohl zdokonalit její cit pro dokumentární fotografii. Na počátku 30. let se ale pár rozvedl.
S prudkým počátkem Velké Krize se Langeová přesunula s fotoaparátem ze studia do ulice. Její studie nezaměstnaných a bezdomovců uchvacovaly pozornost místních fotografů a vedly k jejímu zaměstnání u FSA.

### Resettlement Administration
Po rozvodu v roce 1935 si Dorothea vzala Paula Schustera Tailora, ekonoma na Karolinské Univerzitě v Berkeley. Pár si vzájemně vyhovoval v profesionální spolupráci. Dokumentovali špatné ubytování a pracovní podmínky přistěhovaleckých zemědělců, obhajovali stávkové aktivity odborářů a usilovali o konec diskriminace přistěhovalců. Tailor dělal rozhovory, shromažďoval ekonomická data a Langeová fotografovala.
Od roku 1935 do roku 1939, kdy Langeová pracovala pro FSA, zveřejnila neúnosné stavy chudých a zapomenutých zemědělských pachtýřů, vystěhovaných farmářských rodin a přistěhovalců. Nejznámější fotografií Langeové je tzv. Kočující matka. Žena na fotografii je Florence Owens Thompsonová, ale Langeová pravděpodobně její jméno nikdy nevěděla.

### Internace japonských Američanů
V roce 1941 získala Langeová Guggenheimovo stipendium za úspěchy ve fotografii. Po útoku na Pearl Harbor se však významné ceny vzdala, aby zachytila nucené evakuace japonských Američanů do přesídlovacích táborů na americkém západě, které nařídila War Relocation Authority (WRA). Zdokumentovala zátahy japonských Američanů, jejich evakuaci do provizorních shromažďovacích center a uvěznění, například do Manzanaru, prvního trvalého internačního tábora. Langeová cestovala po celé Kalifornii, aby fotografovala rodiny, které se chystali k odjezdu, navštívila přitom několik dočasných shromažďovacích center. Hodně z její práce se zaměřilo na čekání a nejistotu při stěhování: hromady zavazadel čekajících na roztřídění, rodiny s identifikačními štítky při čekání na transport. Pro mnoho diváků jsou její fotografie japonsko-amerických dětí slibujících věrnost vlajce, krátce před tím, než budou posláni do tábora, strašlivou připomínkou toho, že se lidé zadržují bez obvinění z trestného činu.
Její fotografie byly tak zřetelně kritické, že většinu z nich armáda zabavila a během války nebyly publikovány. Dnes jsou její fotografie internace dostupné v Národním Archivu NARA na internetové stránce Still Photographs Division a v Bancroftově Knihovně Kalifornské Univerzity v Berkeley.

### California School of Fine Arts / San Francisco Art Institute
V roce 1945 byl Ansel Adams požádán, zda by na San Francisco Art Institute nevytvořil první oddělení výtvarné fotografie. Adams pozval jako hlavního lektora Minora Whitea a jako hostující přednášející Dorothu Langeovou, Imogen Cunninghamovou a Edwarda Westona. Oddělení fotografie vystudovalo mnoho pozoruhodných fotografů jako například Philip Hyde, Benjamen Chinn nebo William Heick.
V roce 1952 Langeová spoluzaložila fotografický časopis Aperture. Uprostřed padesátých let čsopis Life pověřil Langeovou a Pirkla Jonese, aby nafotografovali dokument o zániku města Monticello v Kalifornii a následném vysídlení jeho obyvatelů kvůli vybudování přehrady Berryessa. Jelikož však časopis Life myšlenku nedokončil, Langeová věnovala sérii celé číslo Aperture. Sbírka byla také vystavena v Institutu umění v Chicagu v roce 1960. Další cyklus pro časopis Life začala Langeová fotografovat v roce 1954 a představoval právníka Martina Pulicha. Langeová se zajímala o to, jak jsou chudí lidé bráněni v soudním systému, jelikož měla zkušenosti se zatčením a souzením svého bratra.

## Smrt a odkaz
V posledních dvou desetiletích svého života na tom byla Langeová zdravotně velmi špatně. Trpěla rakovinou jícnu a následky dětské obrny.
Dorothea Langeová zemřela 11. října 1965 ve věku 70 let v San Francisku v Kalifornii. Zůstal po ní její druhý manžel Paul Taylor, dvě děti, tři nevlastní děti a celá řada vnoučat a pravnoučat. O tři měsíce později Muzeum moderního umění v New Yorku připravilo retrospektivní výstavu jejího díla, na které se Langeová sama kurátorsky podílela.
V roce 2003 byla Langeová uvedena do národní ženské síně slávy. V roce 2006 byla na její počest pojmenována základní škola v Nipomo, v Kalifornii, nedaleko místa, kde fotografovala Kočující matku. V roce 2008 byla uvedena do Kalifornské síně slávy, umístěné v Kalifornském muzeu pro dějiny, ženy a umění; při slavnostním ceremoniálu ji zastoupil její syn Daniel Dixon. V říjnu 2018 ji poctilo její rodné město Hoboken ve státu New Jersey, když vytvořilo nástěnnou malbou v nadživotní velikosti, na které jsou Langeová a dvě další prominentní ženy hobokenské historie – Maria Pepe a Dorothy McNeilová.

## Citáty
| „                   | Viděla jsem ji a přistoupila k té hladové a zoufalé matce, jakoby přitahována magnetickou silou. Opravdu si nepamatuji, jak jsem jí vysvětlila mou přítomnost a přítomnost mého fotoaparátu, ale pamatuji si, že se mne na nic nezeptala. Já jsem se na její jméno nebo příběh neptala. Řekla mi, že jí je 32 let. Řekla mi, že přežívají na zmrzlé zelenině ze zmrzlých polí a ptáků, které děti pozabíjely. Právě prodala pneumatiky ze svého auta, aby mohla koupit jídlo. Seděla tam opřena o stan obklopena svými dětmi a zdálo se jakoby věděla, že mé fotografie jí mohou pomoci, a tak ona pomohla mně. Skoro v tom byla taková rovnocennost. | “ |
| — Dorothea Langeová | |   |

| „                   | Fotoaparát je pomůcka, která učí lidi, jak vidět bez něj. | “ |
| — Dorothea Langeová |                                                           |   |

| „                   | Moje pravidla spočívají ve třech zásadních bodech: Za prvé - ruce pryč! Co fotografuji, nezatěžuji, nefušuji do toho a nic nearanžuji. Za druhé - smysl pro prostor. Co fotografuji, pokouším se zobrazit vždy jako součást svého okolí, jako něco, co má kořeny. Za třetí - smysl pro čas. U všeho, co fotografuji se pokouším také ukázat že to zaujímá své určité místo v minulosti nebo přítomnosti. | “ |
| — Dorothea Langeová | |   |

## Ocenění
- 1941 – uděleno Guggenheimovo stipendium za dokonalost ve fotografii.

## Publikace
- Milton Meltzer, Dorothea Lange: A Photographer's Life New York, 1978
- Linda Gordon, Dorothea Lange, Encyclopedia of the Depression

## Galerie

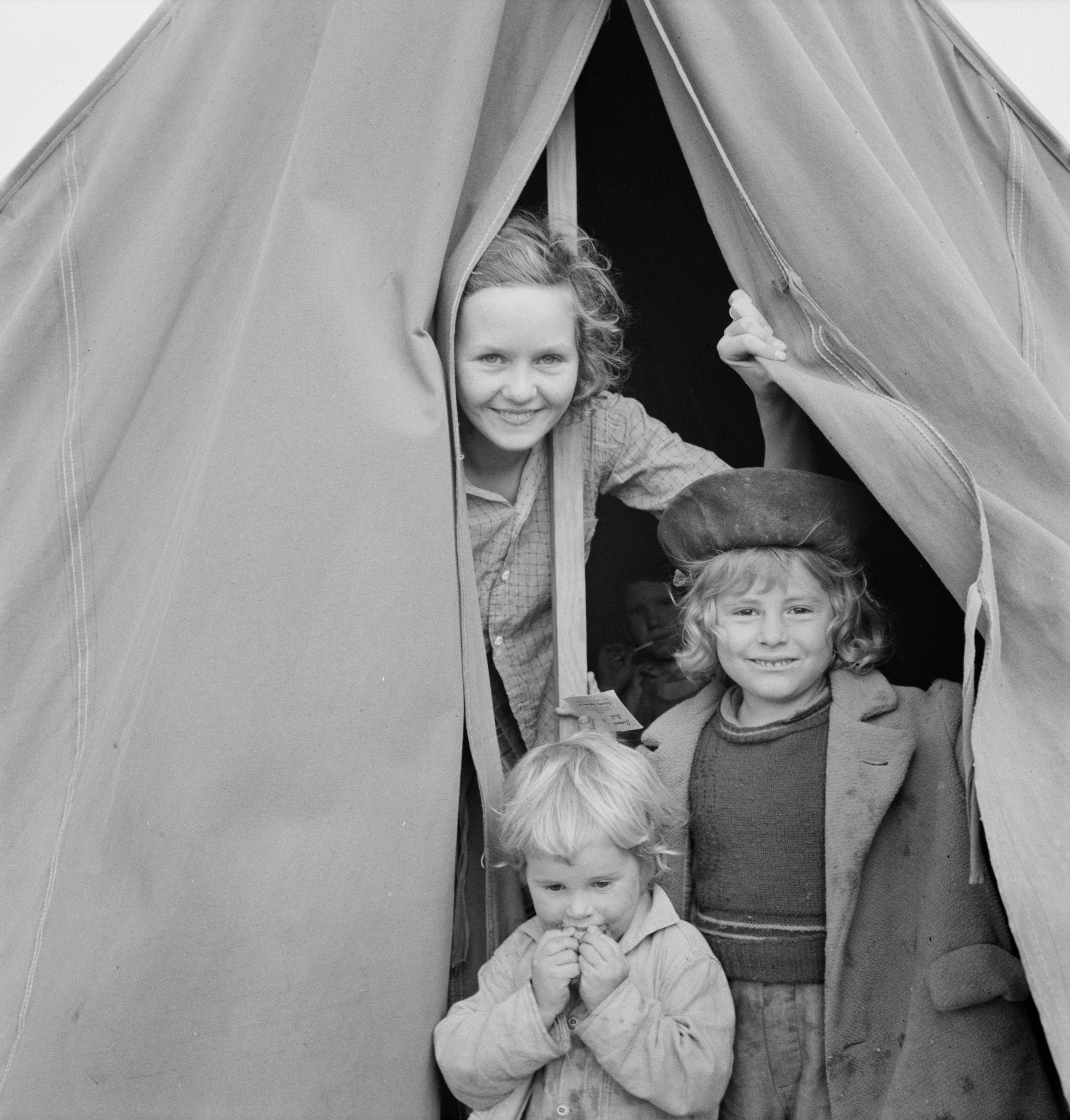
Snímek dětí z uprchlického tábora pro agenturu FSA, Klamath County, Oregon, říjen 1939.
Uprchlická rodina v traileru, bez záchodu a vody. Přišli z texaského Amarilla a chtějí sbírat bavlnu v Roswellu v Novém Mexiku a v Arizoně. Arizona Highway 87, jižně od Chandleru, Maricopa County, Arizona, listopad 1940.
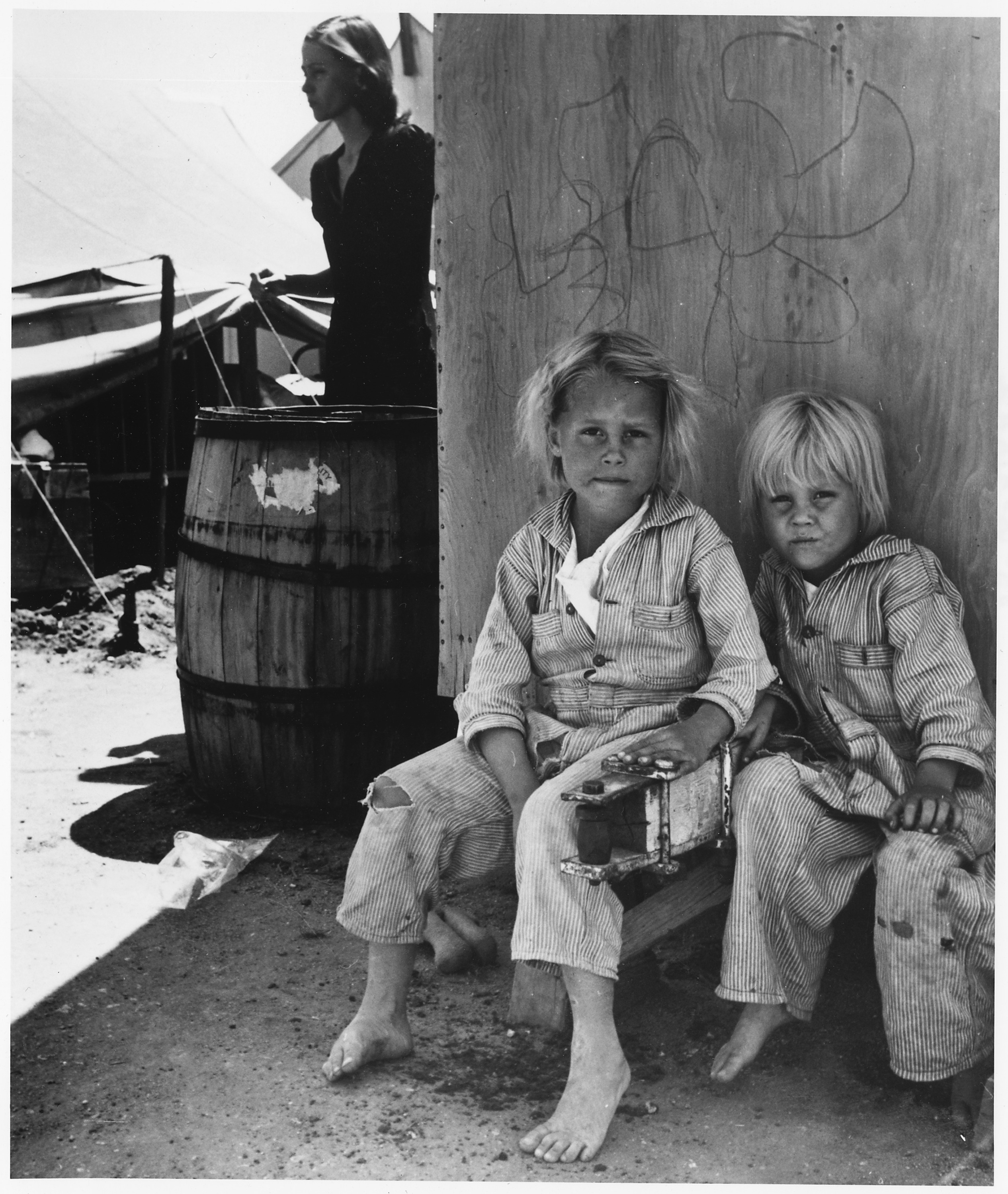
Děti mladých kočovných rodičů, kteří původně bydleli v Texasu. Edison, Kern County, Kalifornie.
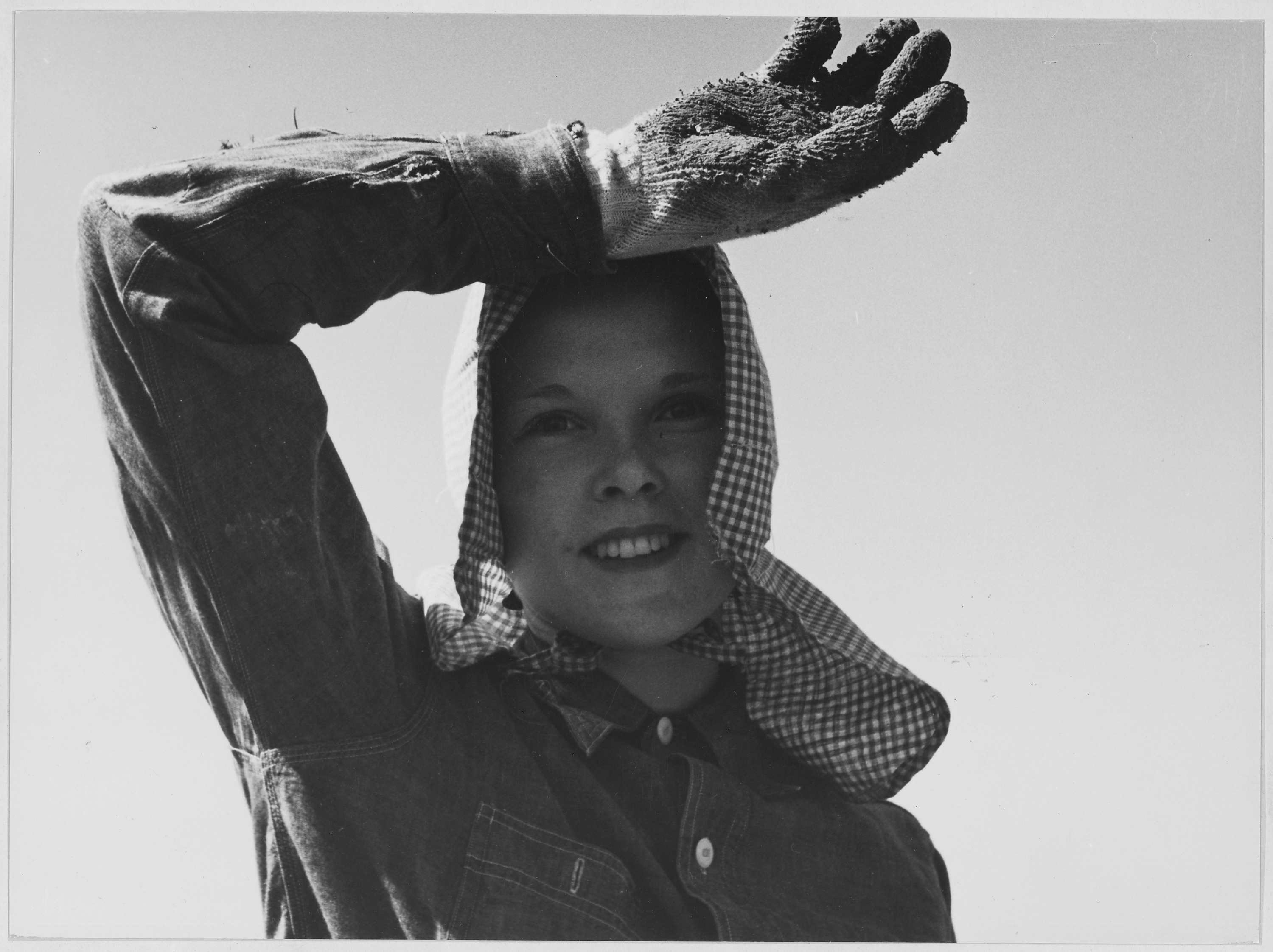
Mladá dívka vzhlédla od práce, sbírá brambory. Edison, Kern County, Kalifornie.
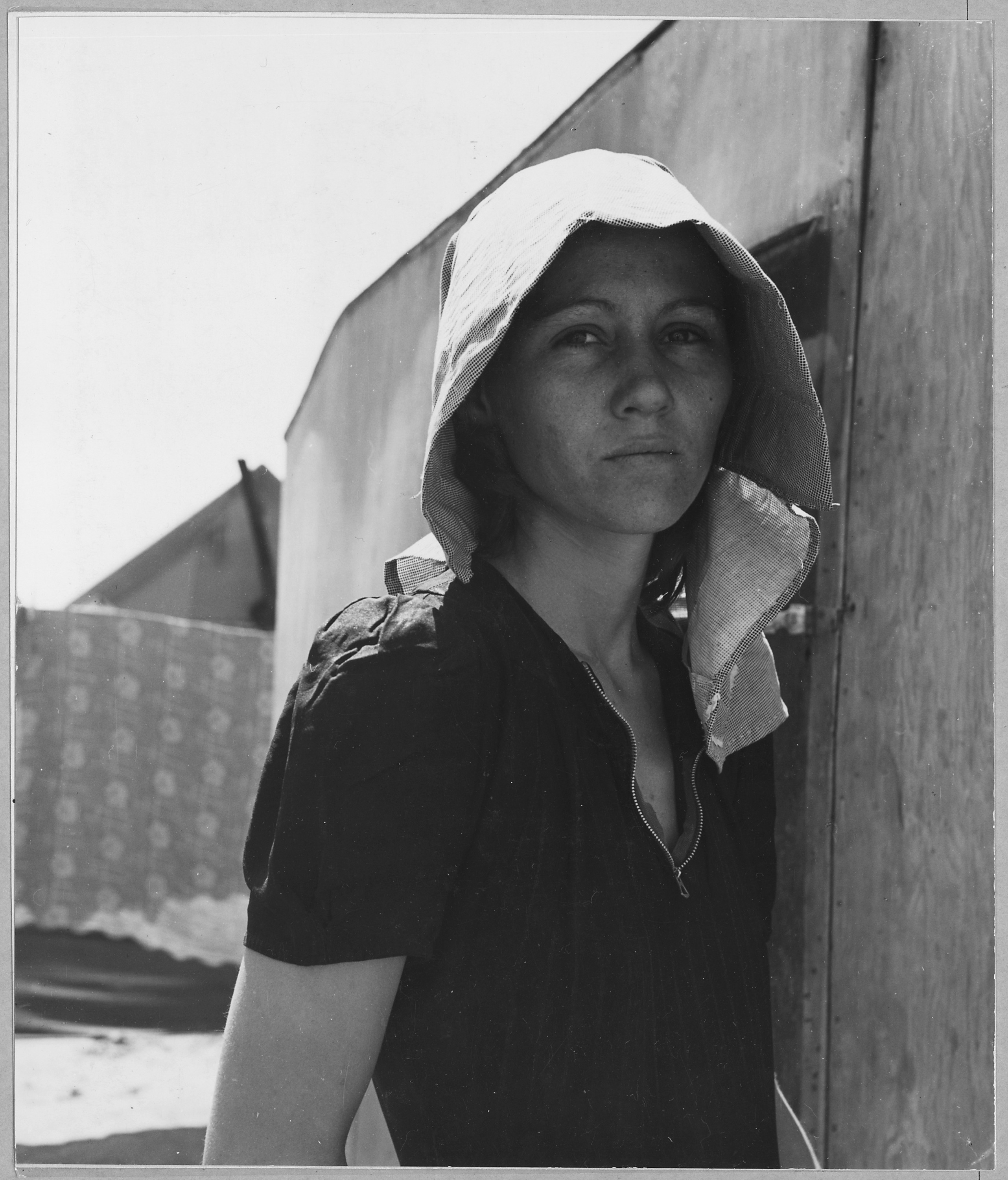
Mladá maminka migrantů, Edison, Kern County, Kalifornie.
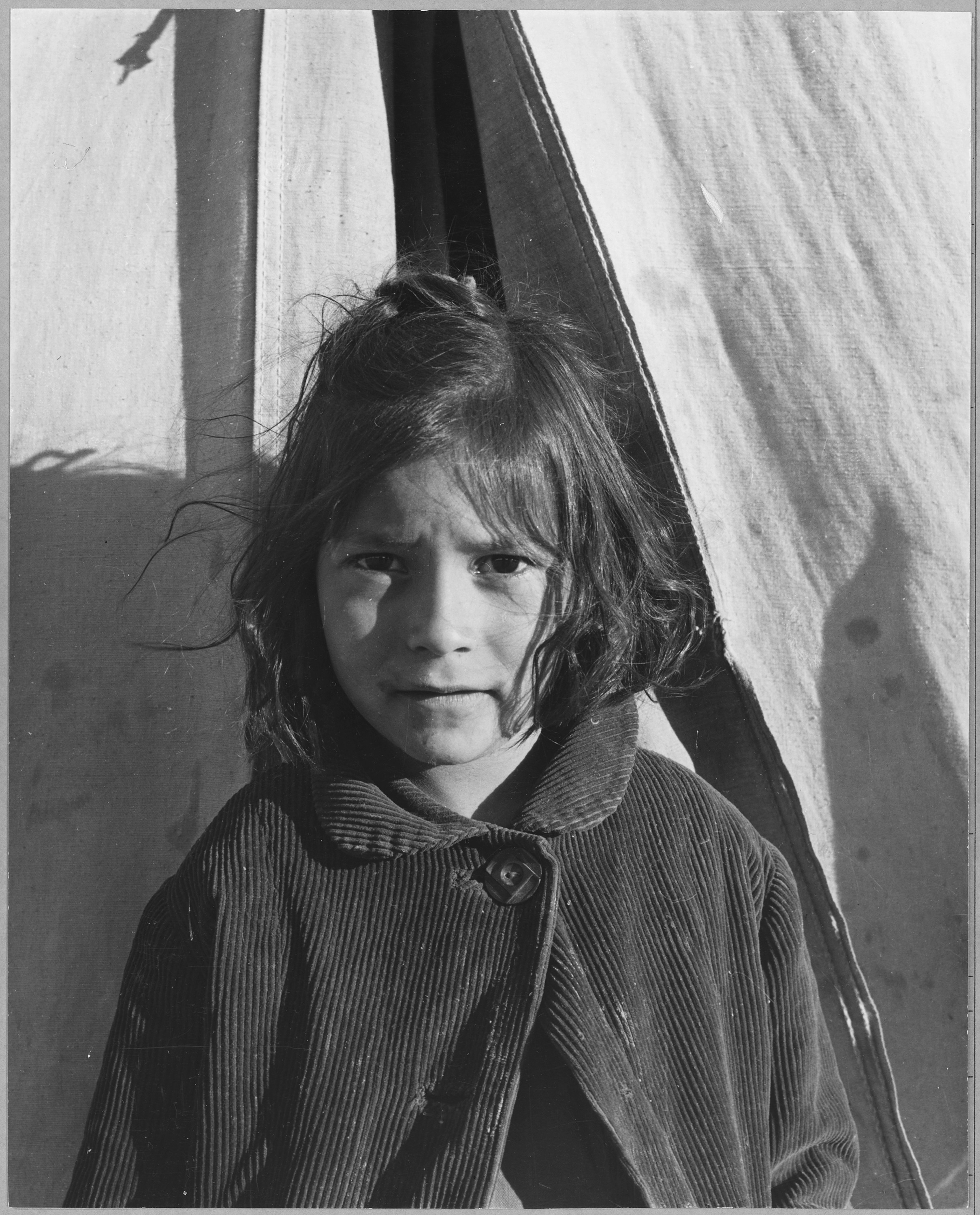
V půl osmé ráno děti kočovných sběračů bavlny vycházejí ze stanu do ranního slunce. Okres Eloy, Pinal County, Arizona, listopad 1940.
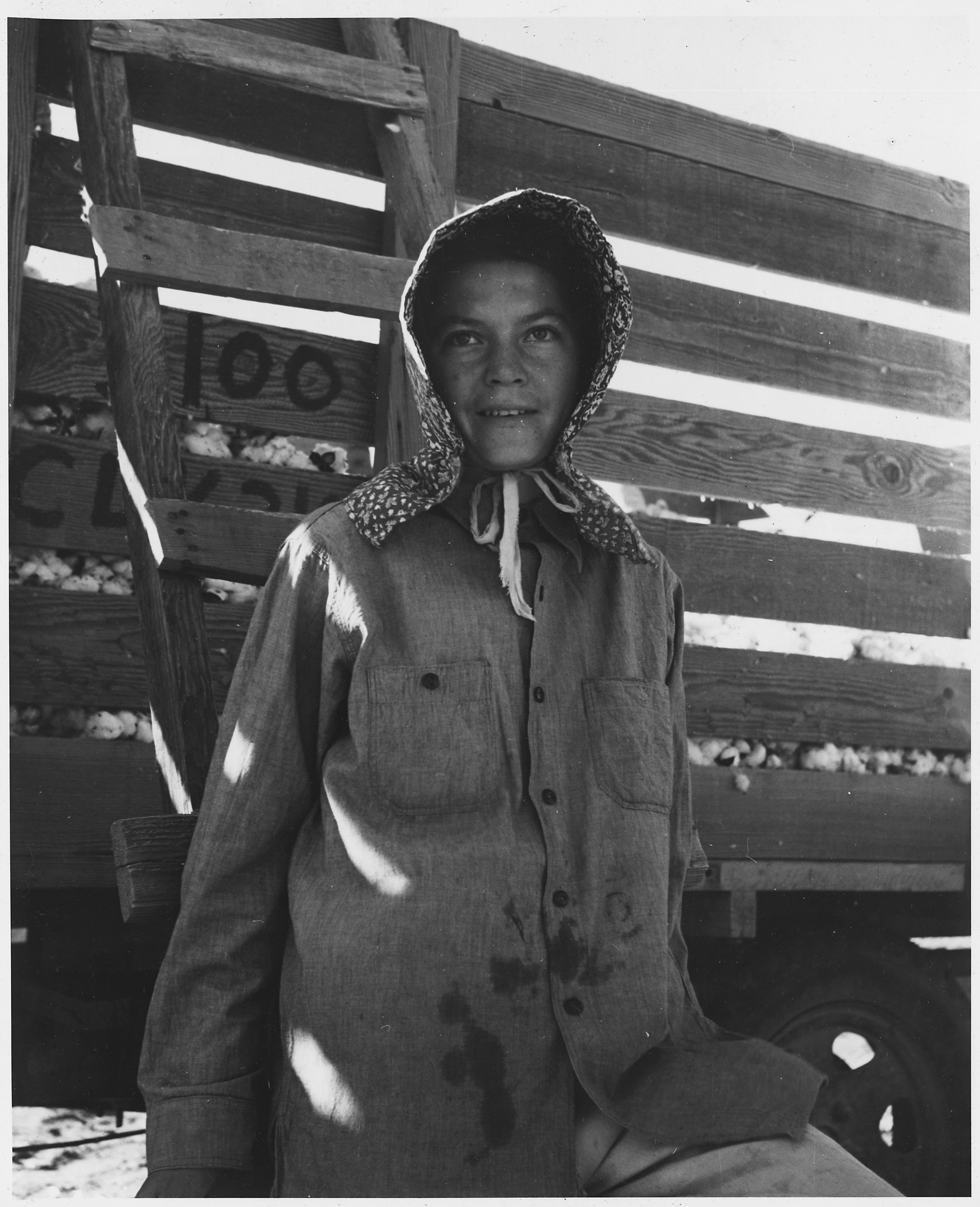
Kočovná sběračka bavlny, která přišla z Oklahomy stojí u valníku. Okres Eloy, Pinal County, Arizona, listopad 1940.
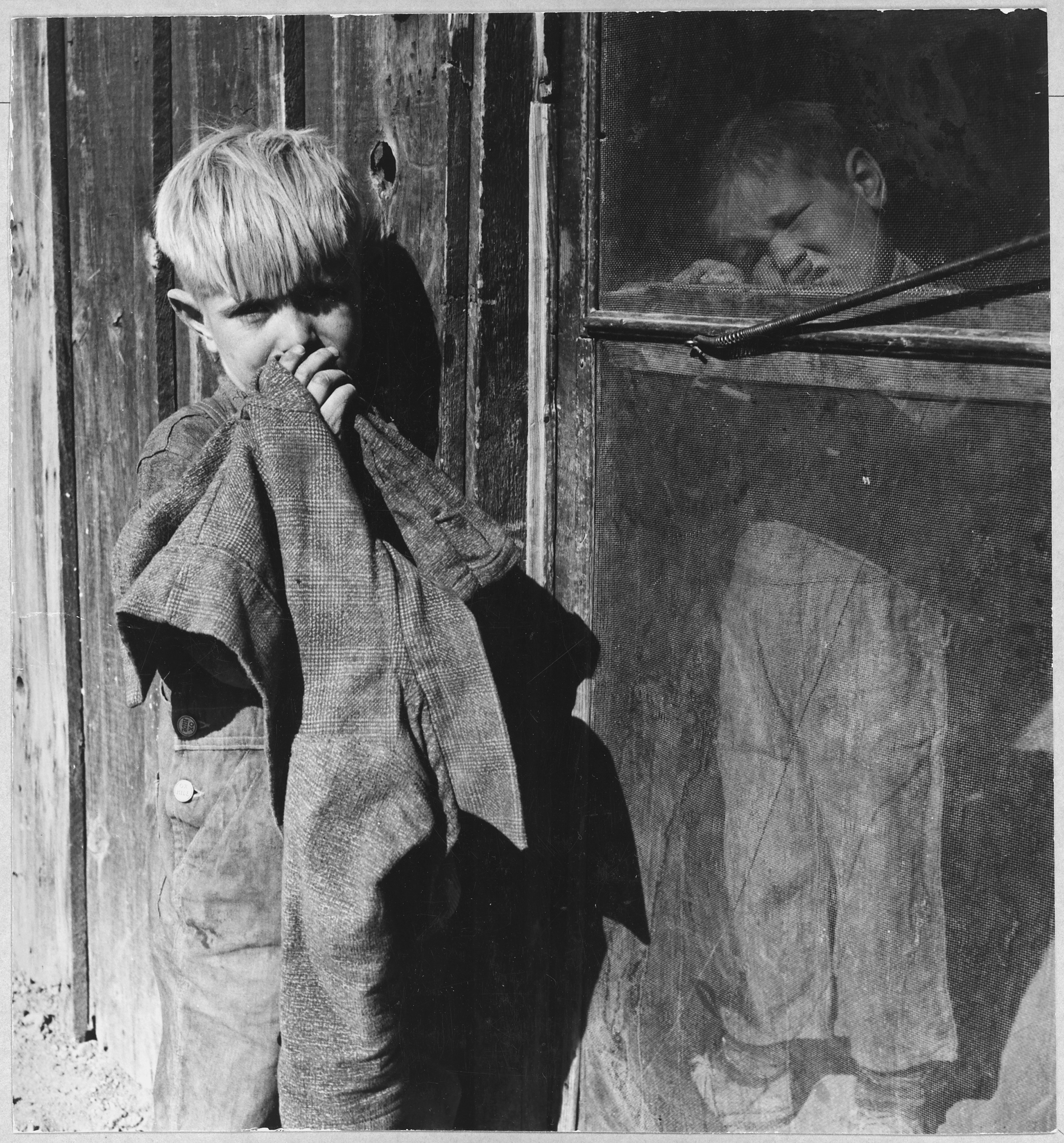
Děti v táboře sběračů bavlny. Okres Eloy, Pinal County, Arizona, listopad 1940.
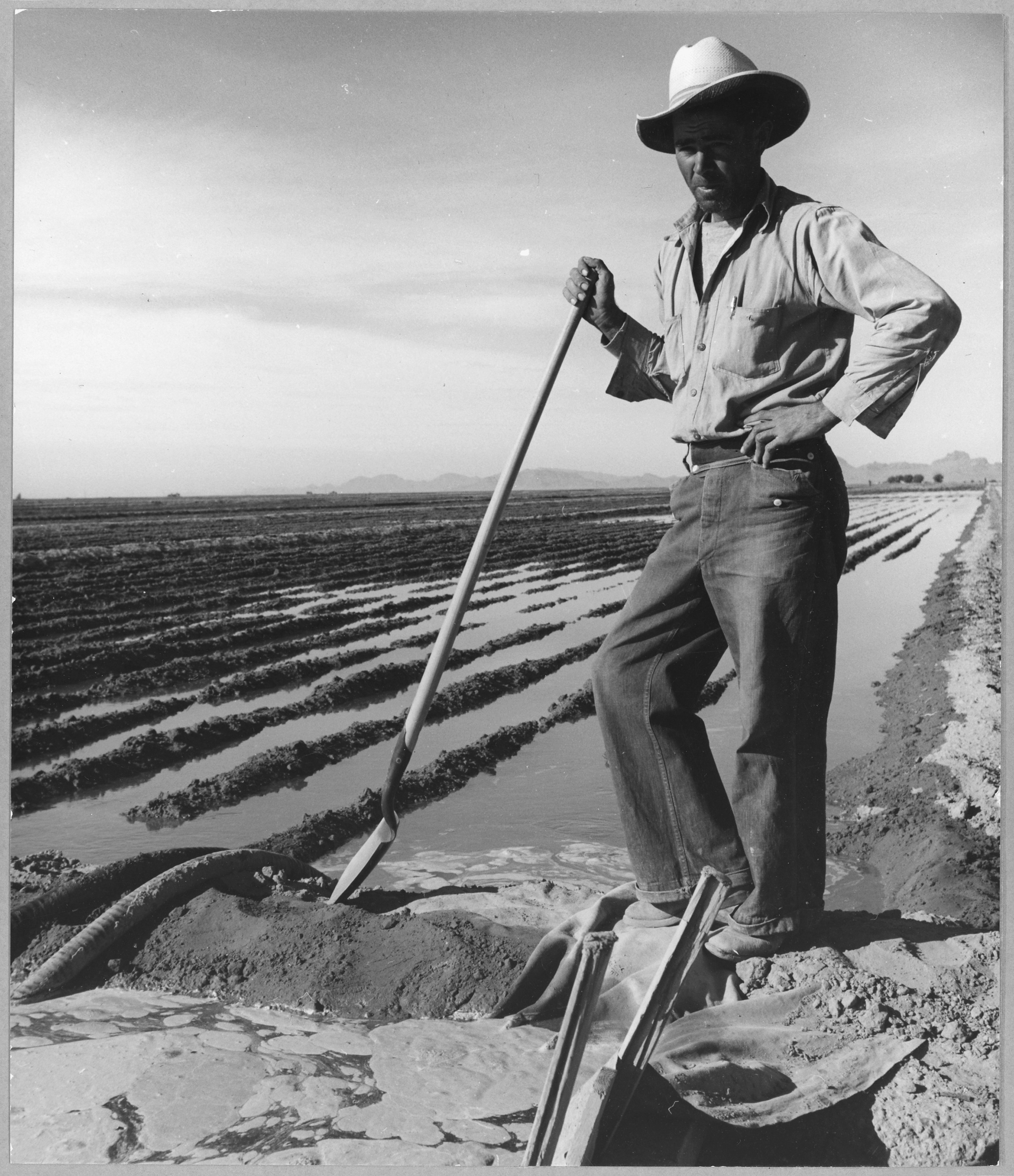
Zavlažovač, který přišel před dvanácti lety z Mexika, pracuje na této rozsáhlé farmě celý rok. Tato pole se připravují na pěstování lnu, ale nikdy předtím úrodu neměli. Okres Eloy, Pinal County, Arizona, listopad 1940.
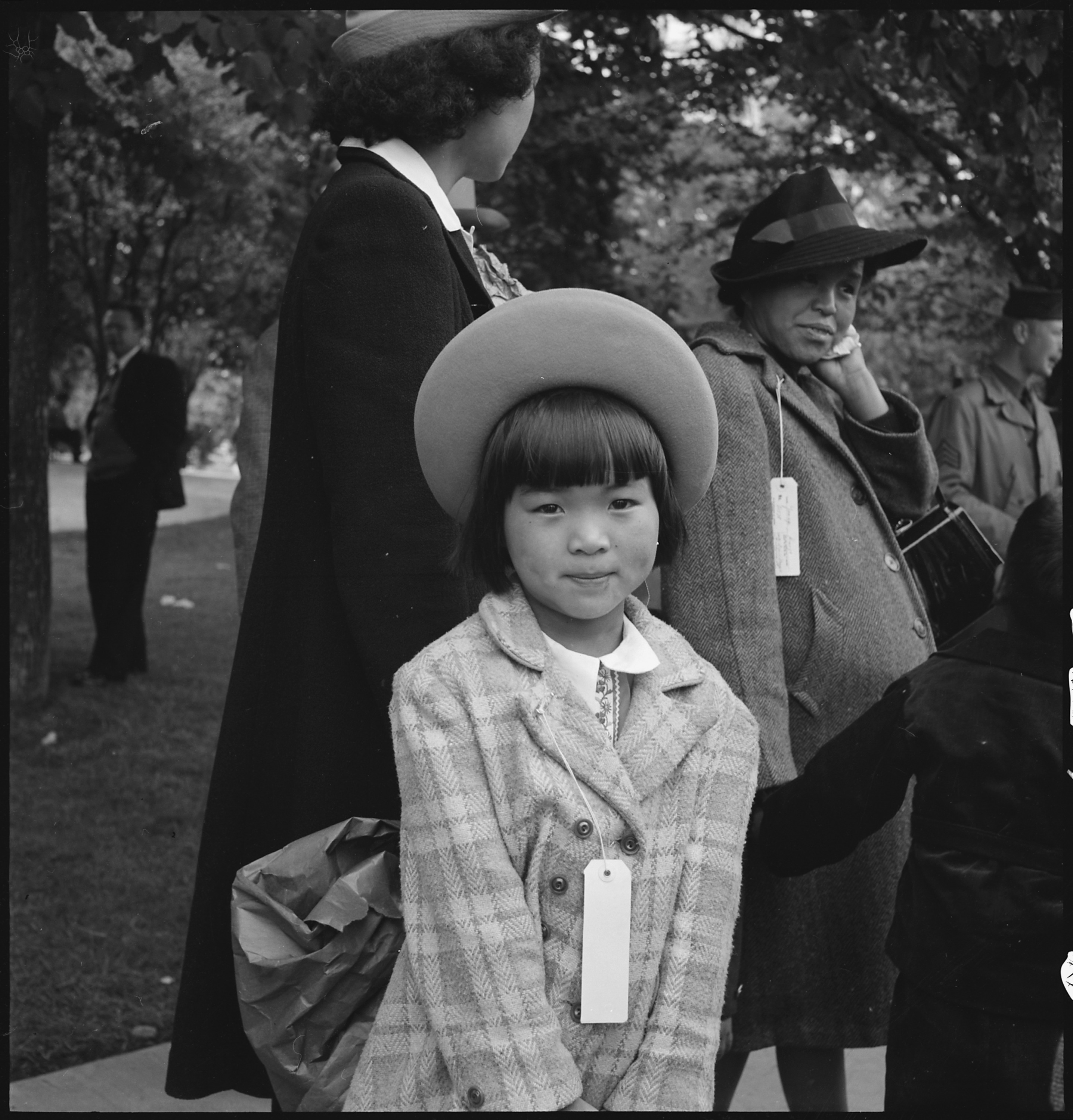
Mladá členka evakuované rodiny čeká na evakuační autobus. Evakuované osoby japonského původu jsou umístěni do internačních táborů, Hayward, Kalifornie, 8. května 1942.
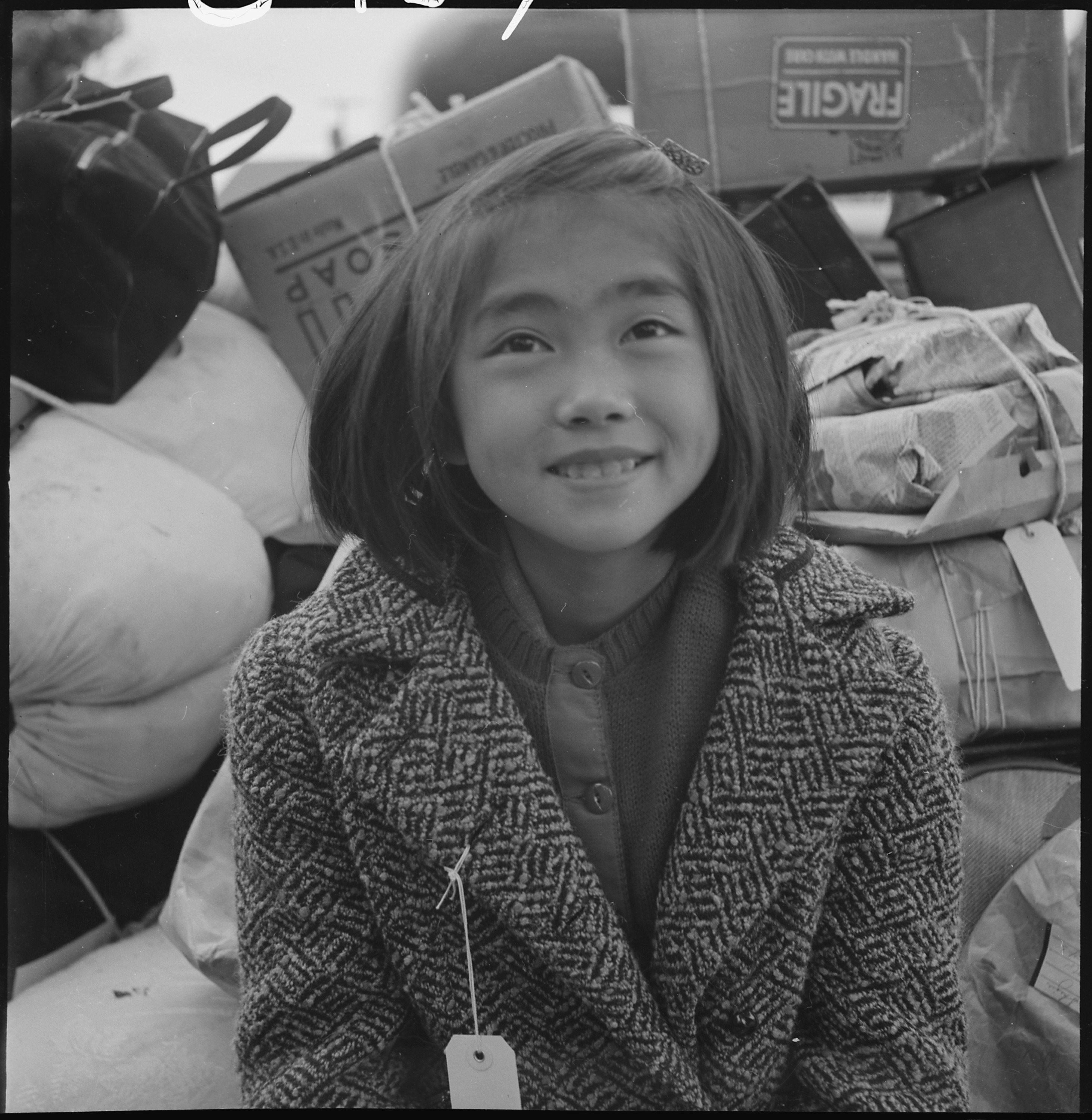
Mladá členka evakuované rodiny čeká na evakuační autobus. Evakuované osoby japonského původu jsou umístěni do internačních táborů, Hayward, Kalifornie, 8. května 1942.
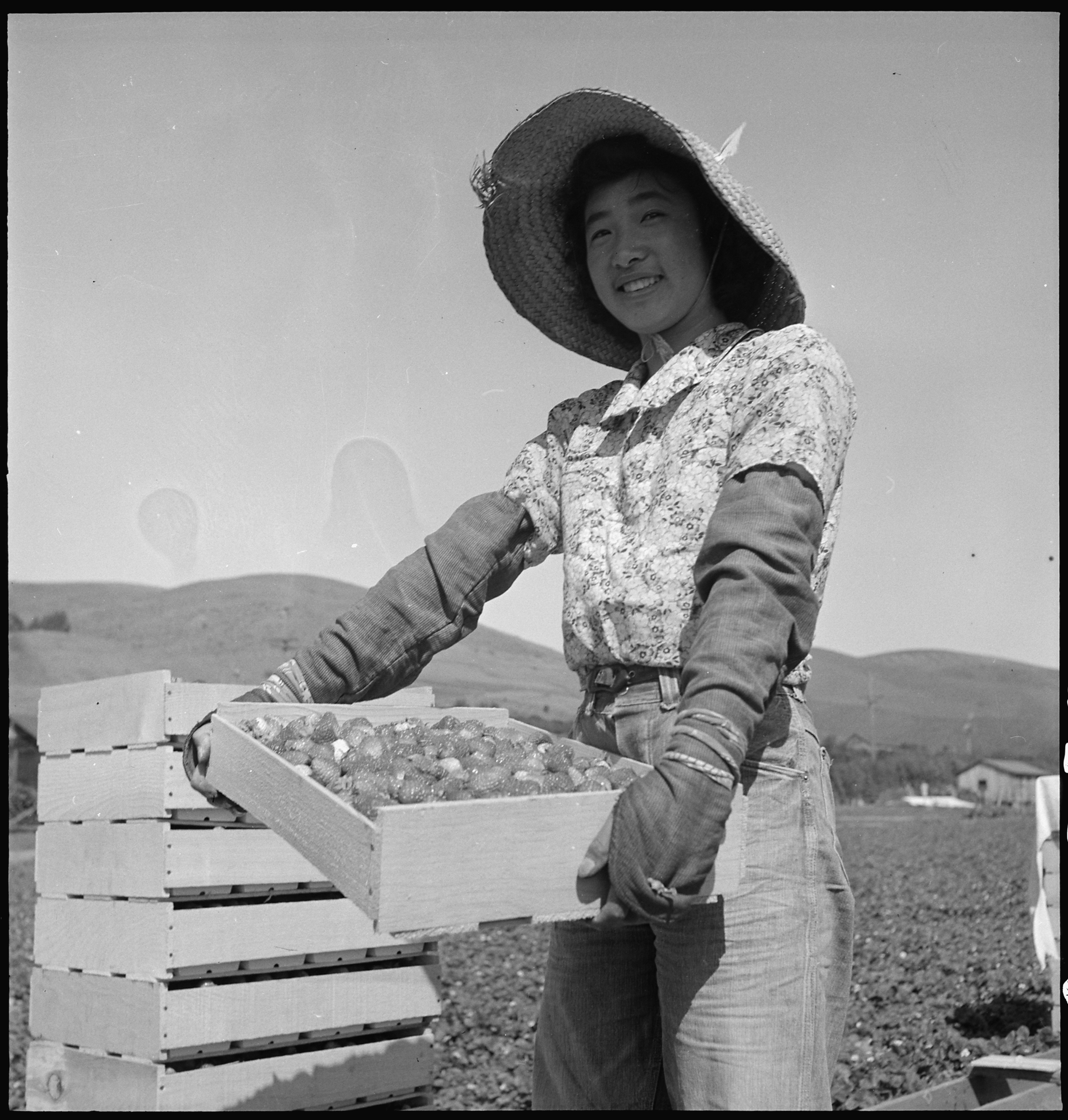
Studentka střední školy japonského původu pomáhá své rodině v jahodovém poli před evakuací. Následující den plánuje absolvovat speciální maturitní zkoušky pro evakuované studenty, Mission San Jose, Kalifornie, 5. května 1942.
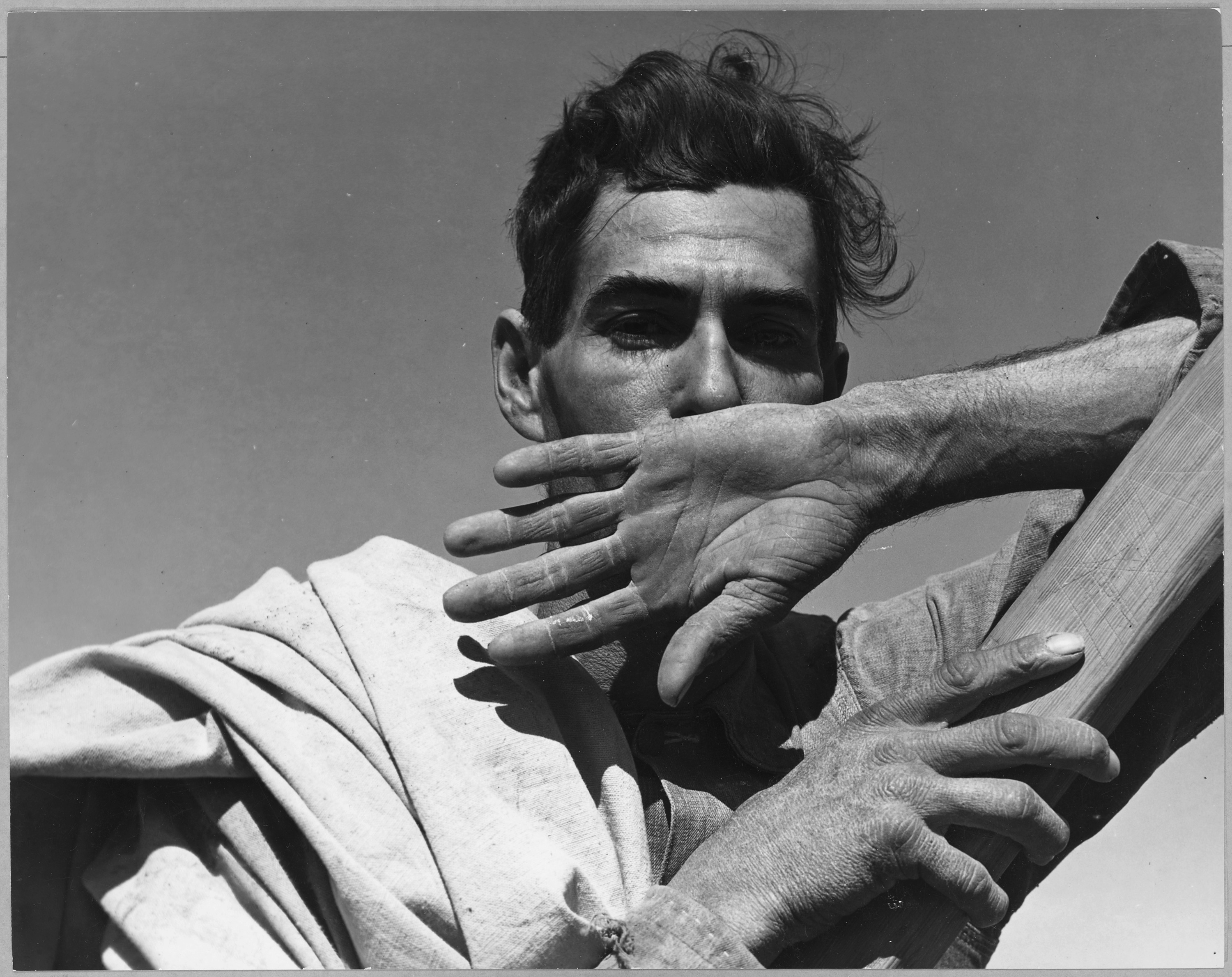
Sběrač bavlny s pytlem přehozeným přes rameno se opírá o váhu, než se vrátí k práci na poli. Nedaleko Coolidge, Arizona, listopad 1940.
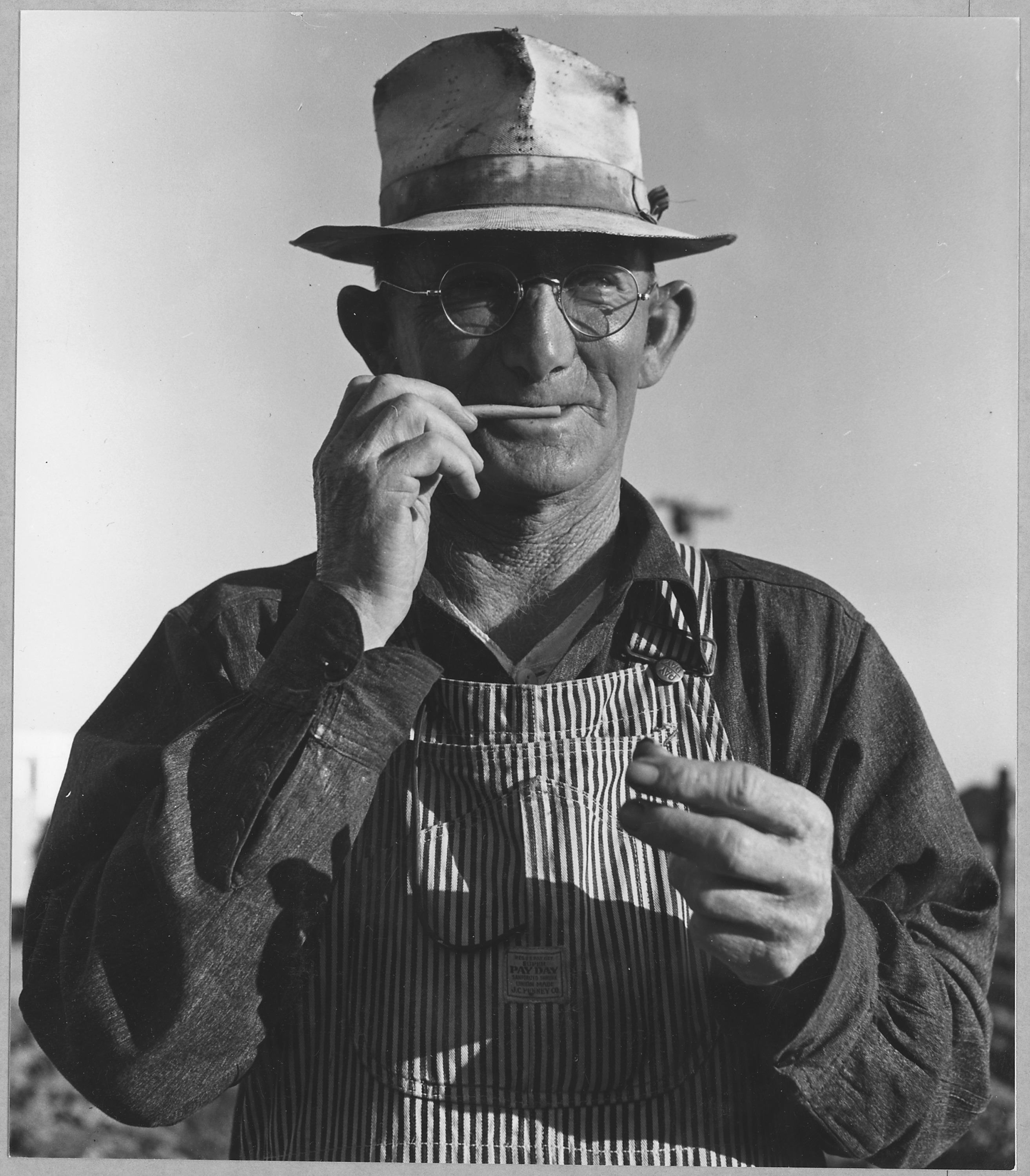
Jeden z nových obyvatelů, Olivehurst, Yuba County, Kalifornie, 19. března 1940.
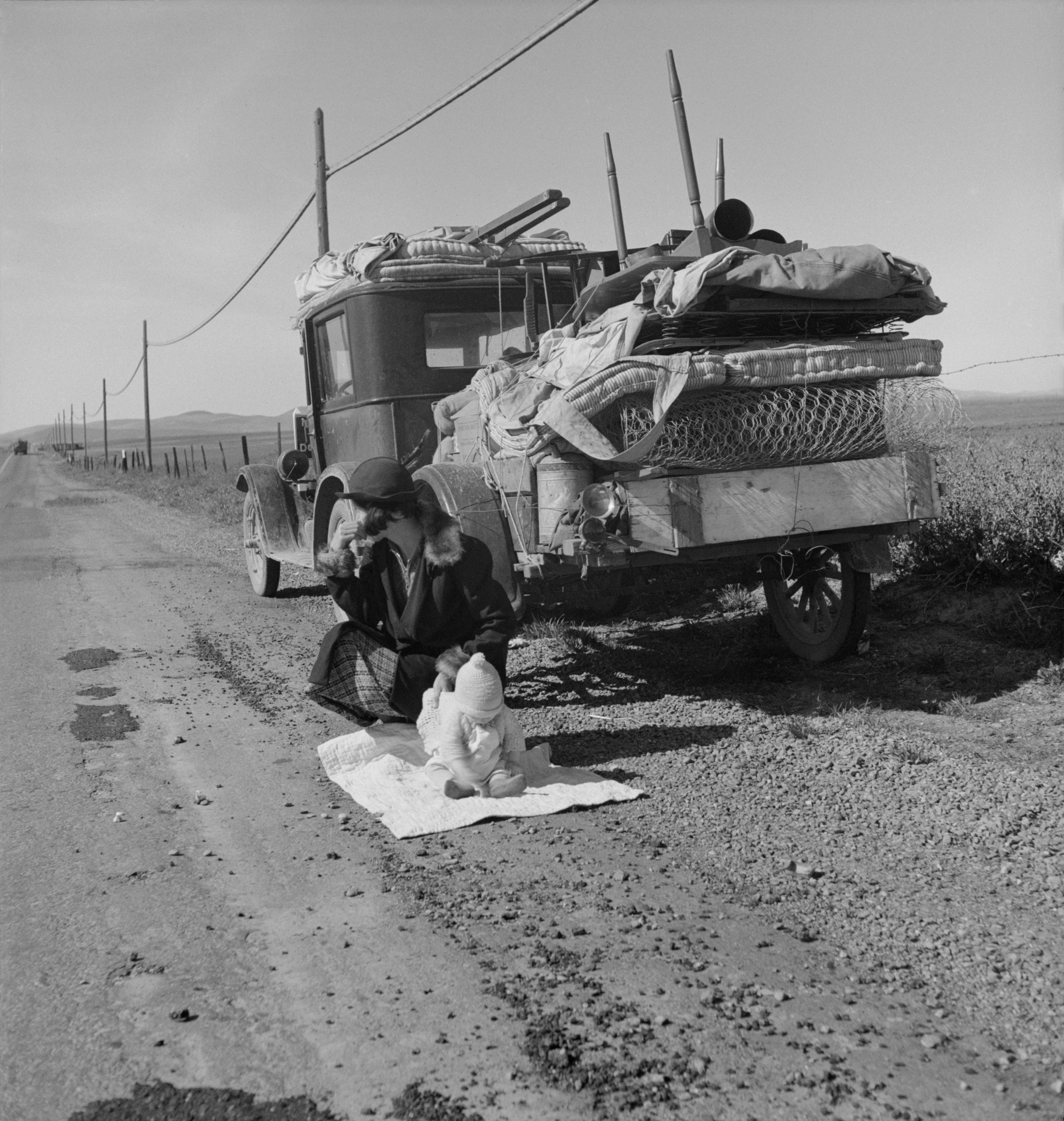
Nehoda, nemocné dítě a problémy s autem!